# Університет Міссісіпі
Університет Міссісіпі (англ. University of Mississippi, також відомий як Ole Miss) — дослідницький університет зі штаб-квартирою в Оксфорді, штат Міссісіпі, США. 
Заснований у 1848 році, університет складається з головного кампусу в Оксфорді та інших чотирьох менших кампусів на основі у Бунвіль, Гренаді, Тупело та Саутевен. Також Університет Міссісіпі має Медичний центр у Джексоні. На додаток до нього входить біостанції в Аббевіллі.